# 英格蘭·丹與約翰·福特·寇利
英格蘭·丹與約翰·福特·寇利（英語：England Dan and John Ford Coley）是美國軟搖滾的二重奏組合，由丹尼·韋蘭「英格蘭·丹」·席爾和約翰·愛德華「約翰·福特」·寇利，活躍於整個1970年代。他們是土生土長的德薩斯人，最出名的是他們的1976年單曲《今晚我真的很想見你》，這是告示牌百強單曲榜和1號成人當代熱門歌曲。他們解散後，席爾開始了以丹·席爾為名的表演，並在1980年代開始了鄉村音樂事業，並創造了鄉村音樂排行榜11個第1。

## 歌唱事業

### 早年
他們倆是美國德薩斯州達拉斯的W. Samuell高中。席爾和寇利首先作為本地翻唱樂隊的一部分進行表演，其中包括Playboys Five和Theze Few。他們在納什維爾錄製了一系列的演示，名為The Shimmerers。不過隨著他的製片人的去世，他的前途得以終結，在他為他們爭取唱片錄製權之前。他們的下一個分組是達拉斯流行/心理團體Southwest FOB（《Freight on board》），其材料已通過Sundazed唱片重新發佈到CD上。
丹·席爾是1970年代雙人軟搖滾-席爾與克羅夫中吉姆·席爾的弟弟。丹的童年暱稱，是他的兄弟吉姆給他的之所以稱為「英格蘭·丹」，是因為他是英語搖滾樂隊披頭四的樂迷，並且他在偶然的情況下用了一個受影響的英式英語口音。為了便於發音，John Colley的姓氏被重新拼寫為「Coley」。出於流通目的，「Ford」被添加為他的中間名，因此，這個組合便命名為英格蘭·丹與約翰·福特·寇利（England Dan and John Ford Coley）。
兩人都參觀了德克薩斯西南音樂廳的現場。有一首流行歌曲《熏香》，在1969年的流行音樂排行榜上升至第43位。該樂隊以Led Zeppelin的身份在法案中奏響。在樂隊活躍時，席爾和科利開始了自己的演唱，《寇利和韋蘭》。該法案改名為英格蘭·丹與約翰·福特·寇利，兩人於1970年與A＆M唱片公司簽約。1971年，他們移居到洛杉磯，在那裡他們為眾多觀眾開放樂隊。他們的第一次突破是在1972年，歌曲為《Simone》。它在日本中排名第一，在法國中也排名第一，但在美國沒有逹到第一名。

### 大樹和成功高峰
這兩張專輯是在與A＆M簽約後於1972年發行的，發行了兩張專輯。兩人毫不畏懼，繼續往前走，踩著年輕的密西西比州詞曲作者帕克·麥吉創作的歌曲《今晚我真的很想見到你》。他們錄製了一個演示板，並在Atlantic Records的高級副總裁Bob Greenberg的辦公室中播放了該演示。大西洋在同一間辦公室有一個子公司，名為Big Tree，Big Tree的創始人道格·莫里斯聽到了那首歌，穿過牆壁進入了房間。當格林伯格決定反對時，莫里斯說《我們想要它》，並給了他們一筆交易。
席爾、寇利與製作人凱爾·藍寧配對，後者也製作了McGee的演示。結果是1976年9月成為美國排名第二的單曲，最終售出200萬張。 1976年7月，英格蘭·丹與約翰·福特·寇利為Big Tree發行了首張專輯《Nights Are Forever》，也是Lehning製作的。他們的第二張Big Tree單曲，同樣由帕克·麥吉撰寫的《夜永遠沒有你》也榮登了告示牌百強單曲榜前十名。在看到二人組合大獲成功後，A＆M藉著成功在1976年發行了一張專輯－《I Hear Music》，並使用了幾年前錄製的歌曲。
在席爾試圖與他的兄弟吉姆「講某種道理」後，席爾和寇利都跟隨了巴哈伊教，大約在1972年。幾年後，科利回到了基督教，但席爾一直留在巴哈伊信仰中，直到他在2009年去世。
他們的第二個大樹LP：《道迪渡路》，緊接著在1977年3月，產生了熱門單曲，《這是可悲的是屬於（給別人）》（＃21）（由[蘭迪·古德拉姆寫]]）和寇利的《Gone Too Far》（＃23）。這對夫婦還因撰寫並表演了《It's All Up To You》而聞名，這是1977年NBC青少年戲劇的主題曲系列《James at 15》。
《有些事情變得不容易》（1978年3月）提供了《我們再也不必說再見了》，它在第9位和《Heckle博士和Jive先生》（1979年3月）帶來了《Love Is the Answer》（寫由托德·朗德格倫製作，這是他們最後的前10首歌曲，也是他們最後一次進入前40名，因為後續影片《我如何用這顆破碎的心》在1979年底停滯在第50位。
在演出的初期，兩位表演者曾扮演二重奏樂隊的角色，但在Big Tree的《熱門專輯》中，他們巡迴演出了一支備用樂隊，其中包括：Danny Gorman（鼓，打擊樂）、Bubba Keith（吉他、後盾、人聲）、約翰·利蘭德（低音）、奧維德·史蒂文斯（吉他）和邁克爾·韋納基奧（鍵盤，合成器）。
1980年3月，《為愛而來》（In It For Love）被添加到《The Best of England Dan And John Ford Coley》（1979年12月）中，成為兩首新唱片之一，只為這首電影貢獻了第53名的歌名《告訴我你愛我》。1980年，組合解散，兩人各自發展。

### 解散後的發展
組合解散後，席爾決定發展鄉村音樂，他在整個1980年代的作品都取得外界的支持，例如《在蒙大拿州的我見面》（和瑪麗·奧斯蒙）和《Bop》。 席爾經過套細胞淋巴瘤治療後，於2009年3月25日病逝。
寇利組成了另一個音樂組合，在A＆M唱片公司發行了專輯：萊斯利、凱利和約翰·福特·寇利（以萊斯利和凱利·布爾金為姊妹），隨後在1980年代進行電視和電影露面。 他在1990年代和2000年代恢復了活躍的巡迴演出時間表，並且還是艾迪·曼寧（與文斯·吉爾）和湯姆·維思之類的合拍人。